# Alan Tam Wing-Lun
Alan Tam Wing-Lun (Hongkong, 23 augustus 1950) (jiaxiang: Guangdong, Xinhui) is een bekende Hongkongse Cantopopzanger. Tam Wing-Lun is de zoon van Tam Kong-Pak 谭江柏.
In 1979 startte hij als soloartiest en zijn eerste album 'Naughty Boy' (反斗星) kwam uit. Het lied 'Love in Autumn' (愛在深秋) werd in 1984 een groot succes. In de jaren tachtig werd hij beroemd als acteur, toen speelde hij in de films Armour of God met Jackie Chan en de Hongkongse. Tam won ook de Golden Horse Film Awards in 1981 voor zijn rol in If I were for real. kungfufilm Master Wong v. Master Wong. In 1996 kreeg hij de Golden Needle Award van RTHK voor de categorie Top Ten Chinese Gold Songs Award.